# Сайпресс-Хилс (линия Джамейка, Би-эм-ти)
|   |   |  |   |   |
| · | · |  | · | · |

|   |   |  |   |   |
| · | · |  | · | · |

«Сайпресс-Хилс» (англ. Cypress Hills) — станция Нью-Йоркского метрополитена, расположенная на линии Джамейка, Би-эм-ти. Станция находится в Бруклине, в одноимённом округе — Сайпресс-Хилс, на пересечении Джамейка-авеню и Химлок-стрит. На станции останавливается маршрут J (круглосуточно). Станцию проходит без остановки маршрут Z (в часы пик в пиковом направлении). Эта станция — самая северная, расположенная в Бруклине: следующая станция к северу — 75-я улица — Элдертс-Лейн — находится уже в Куинсе.

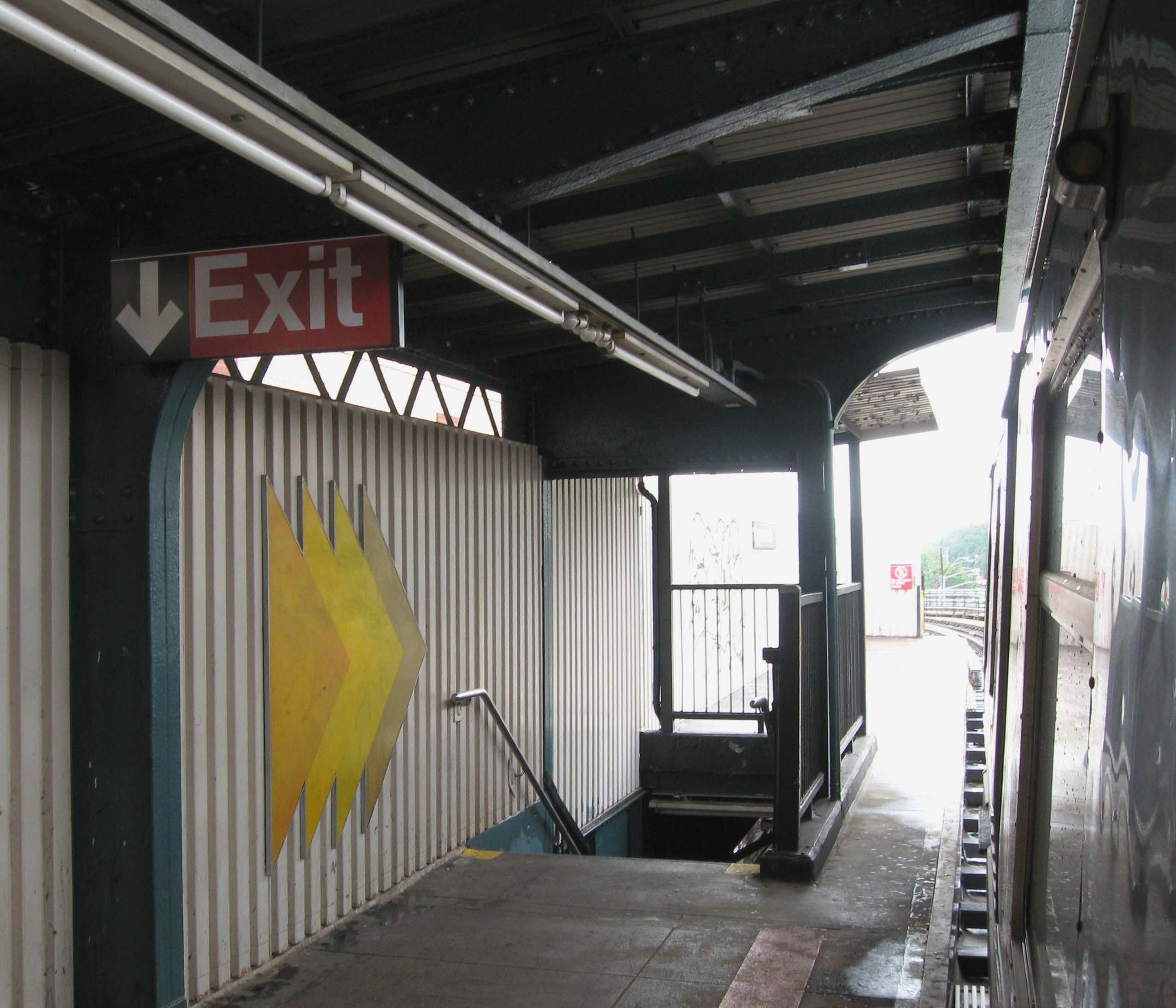
Лестница, ведущая с платформы в мезонин

Станция была открыта 30 мая 1893 года, на сегодняшний день представлена двумя боковыми платформами. Между путями есть место для центрального экспресс-пути, который там построен так и не был. Платформы на станции огорожены высоким бежевым забором, имеется навес. Название станции представлено в стандартном варианте: на черных табличках с белой надписью на заборе.
Станция имеет два выхода. Основной выход расположен с южного конца станции. Он представлен эстакадным мезонином, расположенным под платформами, в который с каждой платформы спускается по одной лестнице. В самом мезонине находятся турникеты. Здесь же можно в случае необходимости перейти с одной платформы на другую. Из мезонина в город ведут две лестницы — к перекрестку Кресент и Химлок-стрит.
Второй выход располагается с северного конца станции. Лестницы второго выхода минуют мезонин и спускаются сразу в город. Турникетный павильон каждой платформы представлен одним полноростовым турникетом, расположенным на одной из лестничных площадок. Мезонин здесь имеется, но он находится в упадочном состоянии и закрыт для пассажиров. Этот выход приводит к Т-образному перекрестку Джамейка-авеню и Оутен-авеню.
Первоначально эта станция была конечной на линии и представляла собой одну островную платформу и два пути. С северного конца платформы пути заканчивались тупиками. Тогда платформа располагалась несколько южнее: до нынешнего поворота линии на Джамейка-авеню. После продления линии в Куинс до станции 111-я улица, островная платформа была разобрана, а вместо неё построено две боковых платформы. В результате между платформами осталось пространство.